# Франческо Кабіянка
Франческо Кабіянка(італ. Francesco Cabianca 26 грудня 1666, Венеція — 15 квітня 1737, Венеція) — венеційський скульптор доби пізнього бароко.

## Життєпис
.

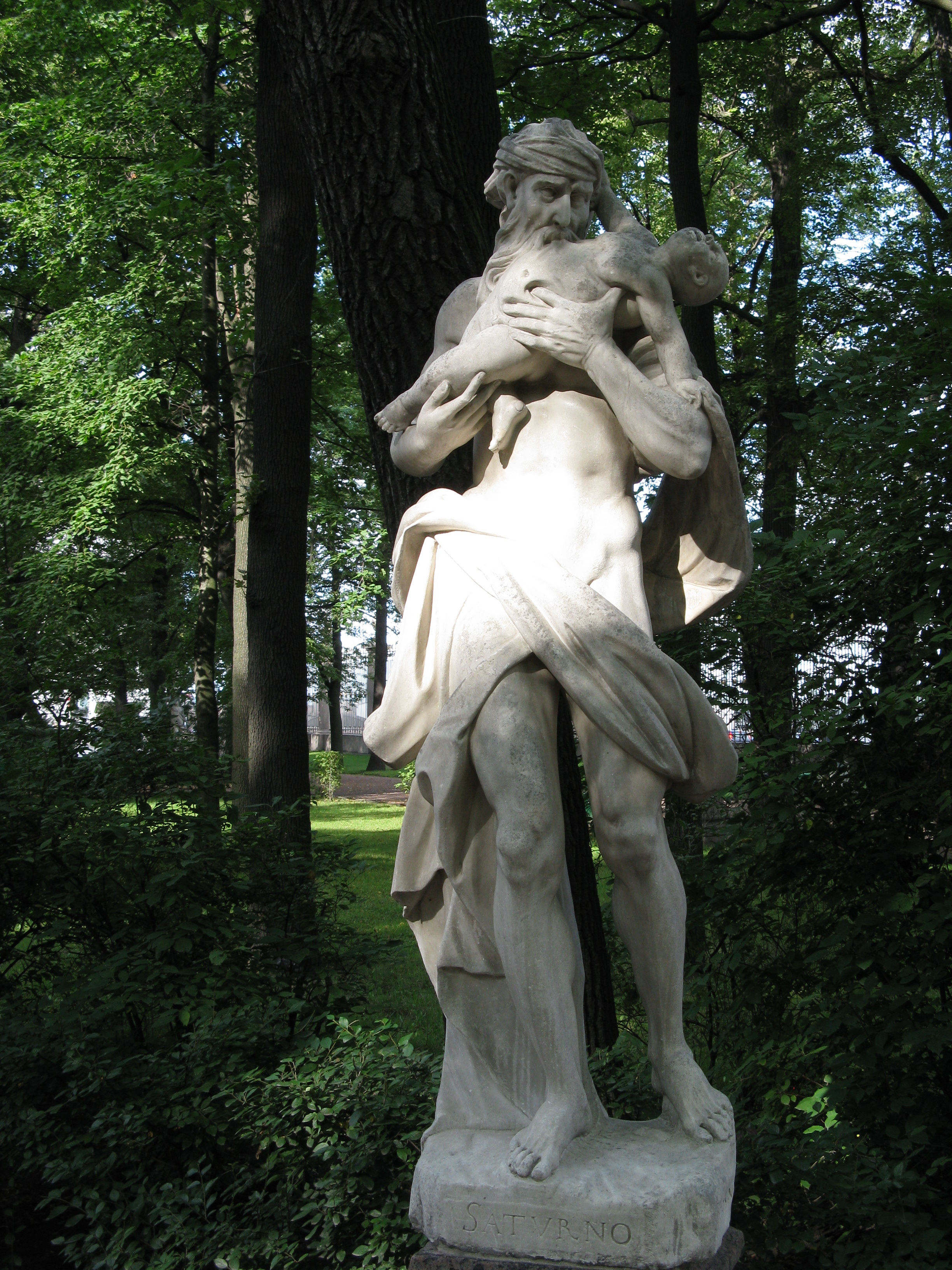
Ск. Франческо Кабіянка або Франческо Пенсо. «Алегорія всепоглинаючого Часу» або «Сатурн»

Народився в Венеції. Роком народження майстра вважали 1665. Лише у XX ст. при дослідженні документів встановили, що він народився в грудні 1666 р. Перше прізвище — Понсо. Прізвище Кабіянка взяв у матері.
Ремесло скульптора опановував в майстерні Джусто Лекура (1627—1679), фламандського скульптора, що працював і помер в Венеції. Опісля відкрив майстерню в приході церкви Св. Варнави, де короткий термін працювали також П'єтро Баратта та скульптор Джуліо Чезаре Фонтана.
Відсутність замов у Венеції і венерична хвороба спонукали шукати заробітку і лікування за межами Венеції. За порадою лікаря відбув у Далмацію. Дістався вітрильником міста Спліт, де познайомився із Марком Грегоріна, купцем з міста Котор, що пообіцяв йому знайти замовників. Короткий термін працював в місті Дубровник, де виконав капітелі для церкви Св. Ігнатія та вівтар Мадонна дель Карміне в церкві францисканців. 1699 року відбув у місто Котор, де виконав декор для каплиці в головному соборі. Ненадовго повертався в Венецію і знову відбув у Далмацію, де працював до середини 1708 року. Збережені відомості, що заробив 16.000 дукатів, але програв 15.500 в азартних іграх і повернувся у Венецію з 500-ма дукатами.
Старість, погіршення замов у Венеції спонукають майстра шукати заробітку і замов будь де, в тому числі і від Московії. 1730 року Кабіянка, котрому було шістдесят п'ять років, закрив майстерню у Венеції і відбув у місто Горіція на кордон із німецьким князівством. Але заробітку не було і він позичав гроші у власного сина. Відбув в місто Падуя, де прагнув отримати замову на новий вівтар для собору Св. Антонія Падуанського. Але не вийшло і тут. Знову повернувся у Венецію, де мав невелику майстерню.
Його знайдуть мертвим у власному помешканні. Старому майстру було сімдесят два роки. Скульптора поховали в церкві Сан Джоббе.

## Вибрані твори
- «Богиня війни Беллона», підписана, Арсенал, Венеція
- «Аполлон», двір палацу Барбаріго, Венеція
- «Алегорія всепоглинаючого часу», Літній сад (Санкт-Петербург), Росія
- «Св. Бенедикт»
- «Св. Трійця», «Св. Петро», «Св. Павло», двір монастиря Фрарі, Венеція
- «Мадонна з немовлям і Іваном Хрестителем»
- «Іван Хреститель», церква Сан Джованні Еванджеліста, Венеція
- «Бенедикт XIII», папа римський (понтифікат 1724—1730 рр.), для церкви Сан Доменіко
- «Св. Андрій»
- поліхромний мармуровий вівтар Мадонна дель Карміне для церкви францисканців у Дубровнику
- Св. Трифон та 11 янголів
- вівтар в церкві Св. Йосипа, Котор
- «Оплакування Христа», церква Фрарі, Венеція